# Beretta M1918
Das Beretta Modell M1918, auch bekannt als Moschetto Automatico Beretta Mod.1918 abgekürzt MAB 18,  war eine Maschinenpistole, die 1918 in die Ausrüstung der italienischen Armee übernommen wurde.

## Geschichte
Entworfen wurde die Waffe als automatisches Gewehr mit Masseverschluss und einem von oben eingeführtem Stangenmagazin. Sie wurde aus einem Lauf der doppelläufigen Villar Perosa hergestellt, der mit einem Schaft des Karabiners Vetterli-Vitali Mod. 1870/87 versehen wurde. Auf den Lauf wurde das Bajonetthaft und das Bajonett eines Carcano Kavalleriekarabiners Mod. 91 montiert. Die ersten MAB 1918 waren rein automatische Waffen. Da das Magazin sehr schnell leer geschossen war, wurde nach 1918 ein zweiter Abzug für den Einzelschuss eingeführt.
Die Waffe kann als erste Maschinenpistole angesehen werden, die gegen Ende des Ersten Weltkrieges an einige Einheiten der italienischen Sturmtruppen, den sogenannten Arditi, ausgegeben wurde. Die von Tullio Marengoni entwickelte Waffe, der auch das Nachfolgemodell MAB 38 entwarf, wurde kurz vor der von Hugo Schmeisser entwickelten deutschen MP18 eingeführt, die im Sommer 1918 an die deutschen Sturmbataillone an der Westfront ausgegeben wurde. Die MAB 18 wurde im Spanischen Bürgerkrieg, im Abessinienkrieg und bis 1941 in Libyen im Afrikafeldzug verwendet. Bei der italienischen Polizei und einige Einheiten der italienischen Armee kam die Variante MAB 18/30 sogar bis 1945 zum Einsatz, bei der staatlichen Forstwache wurde die Variante sogar noch nach 1945 geführt.

## Varianten
Beim 1930 entwickelten halbautomatischen Modell MAB 18/30, allgemein wegen der einer Spritze ähnelnden Verschlussform als Siringone (dt. Spritze) bezeichnet, wurde das Magazin von unten eingeführt. Neben dem neuen Masseverschluss besitzt das MAB 18/30 auch einen anderen Schaft und ein anderes Bajonett als das MAB 18. Das Modell 1918/30 wurde ebenfalls in Argentinien von Hafdasa als C-1 hergestellt, welches die Basis der Ballester-Riguard-Maschinenpistole bildete. Ob das MAB18/30 als Variante des MAB 18 oder als eigenständige Weiterentwicklung angesehen werden kann, ist umstritten.

## Design
- Zug: 6 Nuten mit Rechtsdrehung
- Automatischer Karabiner, Kaliber 9 mm, mit einer Lauflänge von 12,5'' und einer Magazinkapazität von 25 Patronen.

## Benutzer
- Albanien
- Argentinien
- Königreich Italien